# Iso Kangasjärvi
Iso Kangasjärvi är en sjö i kommunen S:t Michel i landskapet Södra Savolax i Finland. Sjön ligger 85,6 meter över havet. Arean är 52 hektar och strandlinjen är 6,35 kilometer lång. Sjön  ingår i Vuoksens huvudavrinningsområde.   Den ligger nära S:t Michel och omkring 210 kilometer nordöst om Helsingfors. 